# Фадили, Джалили
Жали́ли Фади́ли (араб. جلال فاضلي‎; род. 1 февраля 1941 или 1940, Мохаммедия) — марокканский футболист, игравший на позиции защитника; участник чемпионата мира 1970 года.

## Биография

### Клубная карьера
Фадили в течение двух сезонов играл за «Мохаммедию». В 1962 году перешёл в ФАР, в составе которого отыграл 10 сезонов, выиграл 5 чемпионских титулов и Кубок Марокко в 1971 году.

### Карьера в сборной
В составе сборной Марокко принимал участие на чемпионате мира 1970 года, где сыграл в двух матчах группового этапа — со сборными Перу (0:3) и Болгарии (1:1). Марокканцы не смогли преодолеть групповой этап, заняв в группе последнее место с одним очком.

## Достижения
ФАР
- Чемпион Марокко (5) : 1962/63, 1963/64, 1966/67, 1967/68, 1969/70
- Обладатель Кубка Марокко (1) : 1970/71